# 다바네마쓰촌
다바네마쓰촌(束松村)은 후쿠시마현 가와누마군에 있던 촌이다.

## 역사
- 1889년 4월 1일 - 정촌제 시행에 의해 다바네마쓰촌이 단독으로 자치체를 형성하였다.
- 1954년 3월 31일 - 다카테라촌, 가타카도촌과 합병해, 새로운 가타카도촌이 성립하여, 동일 다바네마쓰촌이 폐지되었다.
- 1955년 3월 31일 - 다카테라촌이 신고촌, 센사키촌 및 야마군 야마사토촌과 합병해 가와누마군 다카사토촌(현:기타카타시)이 성립하였다.
- 1960년 8월 1일 - 다카사토촌이 아이즈반게정에 편입되었다.

## 교통

### 도로
- 에치고 가도 (현: 국도 49호선)

## 참고문헌
- 角川日本地名大辞典 7 福島県
- 『全國市町村便攬 六版』全國教育圖書、1949年9月5日。